# Улица Душана Вукасовића
Улица Душана Вукасовића се налази на Новом Београду.
Простире се од улице Недељка Гвозденовића, на Бежанијској коси до улице Јурија Гагарина.
Дужина улице износи 1.300 метара.
Улица је добила назив по народном хероју Душану Вукасовићу, команданту 36. војвођанске дивизије.